# Bonita Granville
Bonita Granville (* 2. Februar 1923 in Chicago, Illinois; † 11. Oktober 1988 in Santa Monica, Kalifornien) war eine US-amerikanische Filmschauspielerin sowie Produzentin von Kino- und Fernsehfilmen.

## Leben

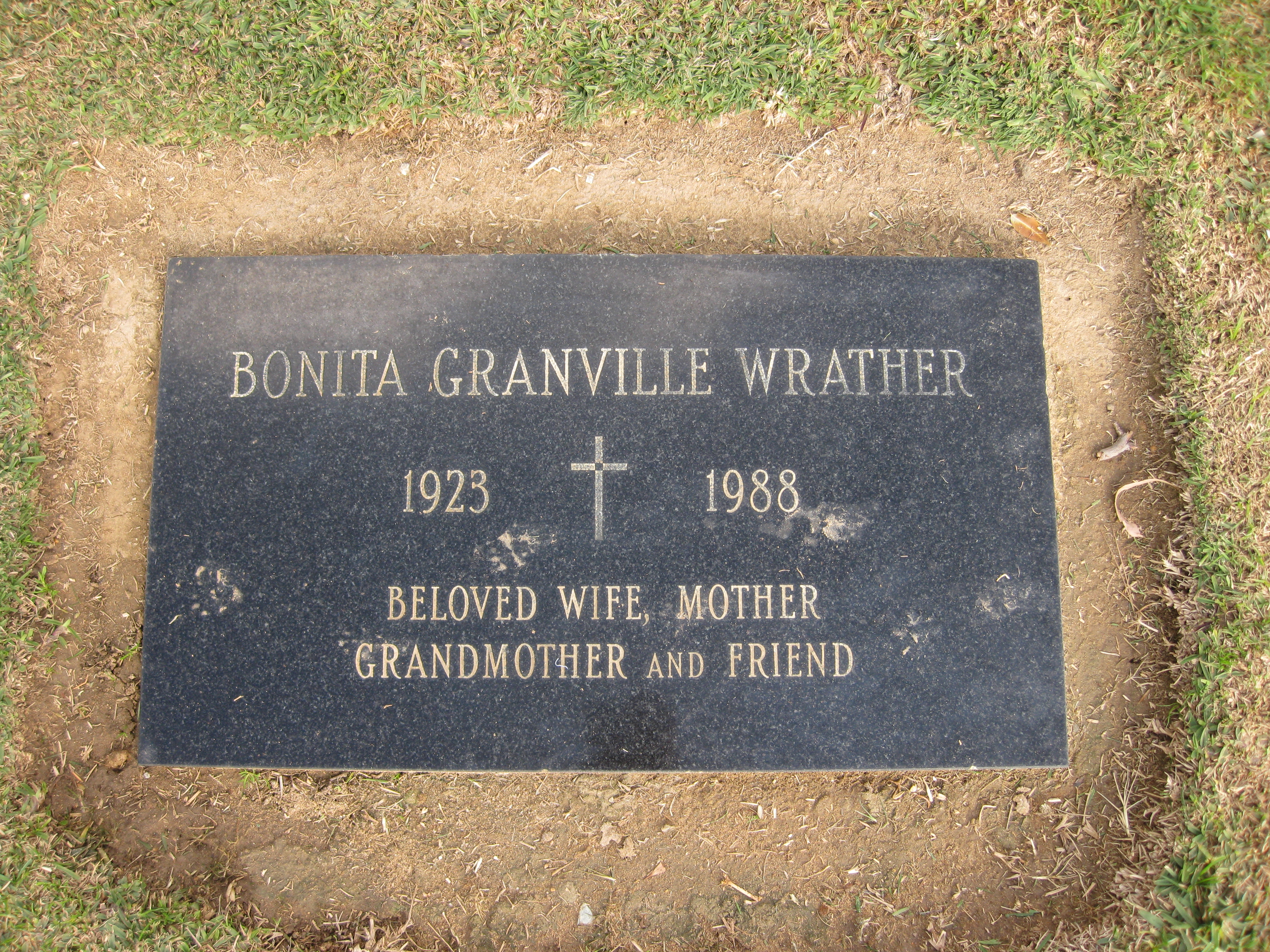
Granvilles Grab auf dem Holy Cross Cemetery

Bonita Granville war die Tochter von bekannten Theaterschauspielern und stand bereits im Alter von drei Jahren auf der Bühne. Sie machte ihr Debüt mit neun Jahren an der Seite von Ann Harding in der romantischen Komödie Westward Passage.
Granville stieg in den nächsten Jahren zu einer populären Kinderdarstellerin auf, die sich anfangs auf eher unsympathische Charaktere spezialisierte. 1937 erhielt sie eine Oscar-Nominierung in der Kategorie „Beste Nebendarstellerin“ für ihre Interpretation einer psychotischen Lügnerin in dem Filmdrama Infame Lügen, der Verfilmung von Lillian Hellmans Stück The Children’s Hour. Die falschen Anschuldigungen der von Granville gespielten Mary Tilford über eine unziemliche Dreiecksbeziehung – der Verlobte einer Lehrerin soll eine Affäre mit deren bester Freundin und Kollegin haben – verhindern am Ende beinahe das Glück zwischen der von Merle Oberon verkörperten Karen Wright und Dr. Joseph Cardin, gespielt von Joel McCrea, sowie das Leben von Martha Dobi (Miriam Hopkins). Im Originalstück stand eigentlich das Gerücht über eine lesbische Beziehung im Mittelpunkt. Im Folgejahr war Bonita Granville erneut als boshafte Intrigantin zu sehen, die in Maid of Salem mit falschen Beschuldigungen eine Mitschuld daran trägt, dass man unschuldige Frauen als Hexen verbrennen lässt.
Ende der 1930er-Jahre wurde die Teenagerin Granville zunehmend in positiven Rollen eingesetzt. In der vierteiligen Filmreihe über die jugendliche Ermittlerin Nancy Drew spielte sie in den Jahren 1938 und 1939 die Hauptrolle. In vielen Filmproduktionen wie Wie leben wir doch glücklich! (1938), H.M. Pulham, Esq. (1941), Der gläserne Schlüssel (1942) oder Reise aus der Vergangenheit (1942) spielte sie Familienangehörige der Hauptfiguren. Nach zwei Jahren bei Metro-Goldwyn-Mayer, in denen sie nur auf Nebenrollen beschränkt war, erhielt sie bei ihrem neuen Studio RKO Pictures auch Hauptrollen wie in dem Anti-Nazi-Propagandafilm Hitler’s Children, der 1943 kommerziell sehr erfolgreich war. Im Verlaufe der 1940er-Jahre musste sie sich bei RKO aber oft mit Auftritten in B-Filmen begnügen und wurde auch an andere Studios ausgeliehen, etwa für zwei Andy-Hardy-Filme an MGM.
Ende der 1940er-Jahre zog Granville sich weitgehend als Filmschauspielerin zurück, um den wohlhabenden Ölmagnaten und Filmproduzenten Jack Wrather zu heiraten. Wrather produzierte kurz vor der Hochzeit 1947 den Film noir The Guilty mit Granville in einer bemerkenswerten Doppelrolle. Sie wechselte in den 1950er-Jahren zum Fernsehen und begann eine drei Jahrzehnte dauernde Karriere als Produzentin von Fernsehserien, darunter 140 Folgen der Serie Lassie rund um den bekannten Hund Lassie sowie den Spielfilm Unsere Lassie. Granville führte bei einigen Folgen Regie, trat auch in einigen Folgen selbst vor die Kamera und produzierte vier abendfüllende Spielfilme über den Collie.
Mit Jack Wrather war sie bis zu dessen Tod 1984 verheiratet, aus der Ehe gingen zwei Töchter und ein Sohn hervor. Granville engagierte sich für philanthropische Zwecke und für die Republikanische Partei, so saß sie lange im Vorstand des John F. Kennedy Center for the Performing Arts und gehörte zu dem Freundeszirkel, der Ronald Reagan zur Kandidatur als Gouverneur von Kalifornien ermutigte. 1988 starb Granville 65-jährig an Lungenkrebs. Der Schauspielerin ist heute ein Stern auf dem Hollywood Walk of Fame gewidmet.

## Filmografie (Auswahl)
Als Schauspielerin
- 1932: Westward Passage
- 1932: Silberdollar (Silver Dollar)
- 1933: Kavalkade (Cavalcade)
- 1933: Vier Schwestern (Little Women)
- 1933: Herz zu verschenken (Beauty for Sale)
- 1934: The Life of Vergie Winters
- 1935: Ah, Wilderness!
- 1936: Infame Lügen (These Three)
- 1936: Der Pflug und die Sterne (The Plough and the Stars)
- 1936: Der Garten Allahs (The Garden of Allah)
- 1937: It’s Love I’m After
- 1937: Im Kreuzverhör (Maid of Salem)
- 1938: White Banners
- 1938: Wie leben wir doch glücklich! (Merrily We Live)
- 1938: Nancy Drew: Detective
- 1939: Nancy Drew… Reporter
- 1939: Nancy Drew… Trouble Shooter
- 1939: Nancy Drew and the Hidden Staircase
- 1940: Tödlicher Sturm (The Mortal Storm)
- 1940: Dritter Finger, linke Hand (Third Finger, Left Hand)
- 1941: Dr. Kildare: Vor Gericht (The People vs. Dr. Kildare)
- 1941: H.M. Pulham, Esq.
- 1942: Der gläserne Schlüssel (The Glass Key)
- 1942: Reise aus der Vergangenheit (Now, Voyager)
- 1943: Hitler’s Children
- 1944: Song of the Open Road
- 1946: Der Todesreifen (Suspense)
- 1947: The Guilty
- 1950: Guilty of Treason
- 1956: Der weiße Reiter (The Lone Ranger)
- 1960–1972: Lassie (Fernsehserie, 13 Folgen)

Als Produzentin
- 1959–1973: Lassie (Fernsehserie, 370 Folgen)
- 1978: Unsere Lassie (The Magic of Lassie)

## Auszeichnungen
- 1937: Oscar-Nominierung als Beste Nebendarstellerin für Infame Lügen